# Vidunge
Vidunge är en by strax norr om Dalhem i Gotlands kommun. Från 2015 till 2020 avgränsade SCB här en småort.